# Hervé Cristiani
 (décembre 2022).
Si vous disposez d'ouvrages ou d'articles de référence ou si vous connaissez des sites web de qualité traitant du thème abordé ici, merci de compléter l'article en donnant les références utiles à sa vérifiabilité et en les liant à la section « Notes et références ».
Pour les articles homonymes, voir Cristiani.
Hervé Cristiani, né le 8 novembre 1947 à Neuilly-sur-Seine et mort le 16 juillet 2014 dans le 15e arrondissement de Paris, est un auteur-compositeur-interprète français.
Il est surtout connu pour son succès populaire de 1981 : Il est libre Max.

## Biographie

### Jeunesse et formation
Hervé Cristiani naît à Neuilly-sur-Seine le 8 novembre 1947. Au collège Sainte-Marie de Monceau à Paris, il est cancre du CP à la terminale. Sa présence indispensable à la chorale a pesé en sa faveur pour ne pas être renvoyé. Il aime à dire que ses véritables études ont commencé le jour où elles se sont terminées.[réf. nécessaire]
Durant son adolescence, quand il ne joue pas de la guitare, Hervé Cristiani lit beaucoup et s’intéresse à la physique théorique, à l’histoire, aux religions et à la littérature. Il joue également au tennis et fait même de la compétition. Influencé par le blues et le folk dès ses débuts, il est réfractaire à la chanson française de l'époque et n'apprécie guère les yéyés tels que Claude François, Johnny Hallyday ou Sylvie Vartan mais est fasciné par la soul de Ray Charles, Marvin Gaye et Aretha Franklin.[réf. nécessaire]
À 25 ans, il fréquente l'American Center de Paris, un creuset de la contre-culture et plateforme d'expérimentations inter-artistiques où s’exprime notamment toute une série d'artistes américains de passage. Bon guitariste, il partage alors la scène avec ses amis Marcel Dadi, Dick Annegarn, Bill Deraime, Jacques Higelin, Maxime Le Forestier et consorts, tous à cette époque aussi inconnus que lui.
En parallèle, Hervé Cristiani fréquente aussi Le Petit Conservatoire de la chanson de Mireille. Une forte complicité s'installe entre ces deux perfectionnistes, qui durera jusqu’à la mort de cette dernière. Cette période sera celle des premières apparitions télé et radio et dans la foulée, il sort son premier 45 tours chez AMI Records, Quand j'ai peur d'aimer / Le palais du roi, bientôt suivi d'un second avec Dick Annegarn : La femme fleur, chanson humoristique inspirée par Georges Wolinski.
Contrairement à ce qui est mentionné dans son livre, pour satisfaire les éditeurs et protéger la personne intéressée, c'est en remportant un pari dans une partie de poker contre un directeur artistique de la maison de disque Polydor qu'il obtient de ce dernier la promesse de pouvoir enregistrer un premier 33 tours[réf. nécessaire]. Ce sera Au pays de Mélodie (1975), premier album concept d'Hervé Cristiani dans la lignée de cette époque (Pink Floyd, Genesis, etc.). On retrouve déjà son monde fait de petits riens, qu'il développera au fil des ans. Parmi les titres : Dans les étoiles noires, Au pays de Mélodie, Flapie la défonce… Les albums et les tournées — souvent en compagnie de Francis Cabrel — s'enchaînent ensuite avec des fortunes diverses. La semi-réussite commerciale de Au pays de Mélodie pousse Polydor à produire un second album concept l'année suivante : Campanules (1976) dont le succès sera confidentiel.
En 1979, Hervé Cristiani quitte Polydor pour WEA et sort un nouveau disque, Récréation, qui comprend entre autres Madame Michu, Marylou et Le plombier, mais qui ne se vendra malheureusement pas mieux que le précédent.
Hervé Cristiani était membre de la Grande Loge nationale française[réf. nécessaire].

### Années 1980
En 1980, à l'issue d'un spectacle minimaliste donné à la cour des Miracles au pied de la tour Montparnasse à l'occasion de la sortie de son 45 tours Rock 'n roll star/J'peux pas m'en empêcher, il interprète pour la première fois une chanson dans laquelle il compose le portrait d'un être imaginaire regroupant toutes les qualités qu'il affectionne et qu'il prénomme « Max ». Cette chanson, Il est libre Max, est très appréciée par le public et Cristiani la rode quelque temps lors d'un tour de chant donné au Théâtre de la Potinière. Elle deviendra d'ailleurs le titre d'un nouvel album publié cette fois chez RCA en 1981. Mais ce succès ne suffit pas à convaincre sa maison de disques qui préfère promouvoir Attila le Hun et L'igloo pour un premier single. Il réussit néanmoins à imposer ce titre pour le 45 tours suivant qui connaîtra un succès retentissant et le chanteur rencontre enfin le grand public. Cette chanson aurait d'ailleurs été reprise par les manifestants lors de la chute du régime Ceaușescu en Roumanie en décembre 1989. Hervé Cristiani raconte avoir été réveillé en pleine nuit par l'appel téléphonique d'un journaliste qui désirait lui faire entendre en direct sa chanson chantée par les manifestants.
Chanson emblématique de l'artiste, ce 45 tours s'est vendu à plus de 500 000 exemplaires et a connu d'innombrables adaptations, notamment par Gérard Lenorman, Vincent Delerm, Antoine, les Enfoirés, une reprise reggae par R.I.C. (Roots Intention Crew), une Urban Mix par le duo Da One, etc.
Après ce succès et la sortie d'albums qui ne rencontrent pas la même fortune, Hervé Cristiani vit sa vie d'artiste avec flegme et discrétion et continue régulièrement à produire livres et albums. Comme Annegarn et tant d'autres, il prise peu la vie médiatique et se contente d'amitiés vraies : Souchon, Cabrel, Jonasz, Milteau, Noah…
En 1983, sa maison de disques lui fait sortir un nouvel album, son cinquième : Salve Regina, qui comprend notamment Vermine et choléra,  Beaucoup de toujours et Ma claque, mais Cristiani n'arrive pas à imposer la chanson titre.
Il sortira dans les années suivantes trois 45 tours au rythme d'un single (et d'une nouvelle maison de disques !) par an :
- 1984 Hey money – Boomerang (BMG)
- 1985 Emmenez-moi – Royal Albert Hôtel (Vogue)
- 1986 Le tango bleu – Ti amo (Apache)

En 1989, confronté à l’éducation de ses propres enfants, Hervé Cristiani se lance dans la chanson pédagogique pour les tout petits et publie l'album La Multiplicato (1989) destiné à leur apprendre en musique les tables de multiplication. La SACEM le couronne du Prix du disque pour enfants.

### Années 1990
L'année 1990 voit la sortie de l'album Antinoüs, cette fois sur BMG, qu'Hervé Cristiani considère comme étant le plus abouti. La chanson titre est inspirée des Mémoires d'Hadrien de Marguerite Yourcenar. Malchance : sa maison de disques fait faillite le jour de la sortie du disque, qui sera très mal distribué.
En 1991, sortie de L’Alphabet, un nouveau disque pédagogique pour enfants. Voyage inattendu au pays des lettres, un petit garçon curieux apprend à lire alors qu'il est encore trop petit.
Entre 1992 et 1993, Hervé Cristiani collabore à deux films musicaux dédiés à Roland-Garros réalisés pour la télévision par Martine Bureau, Le temps d’un rêve et À chacun son regard, pour lesquels il compose une dizaine de chansons à la gloire du tennis et de ses héros du moment.

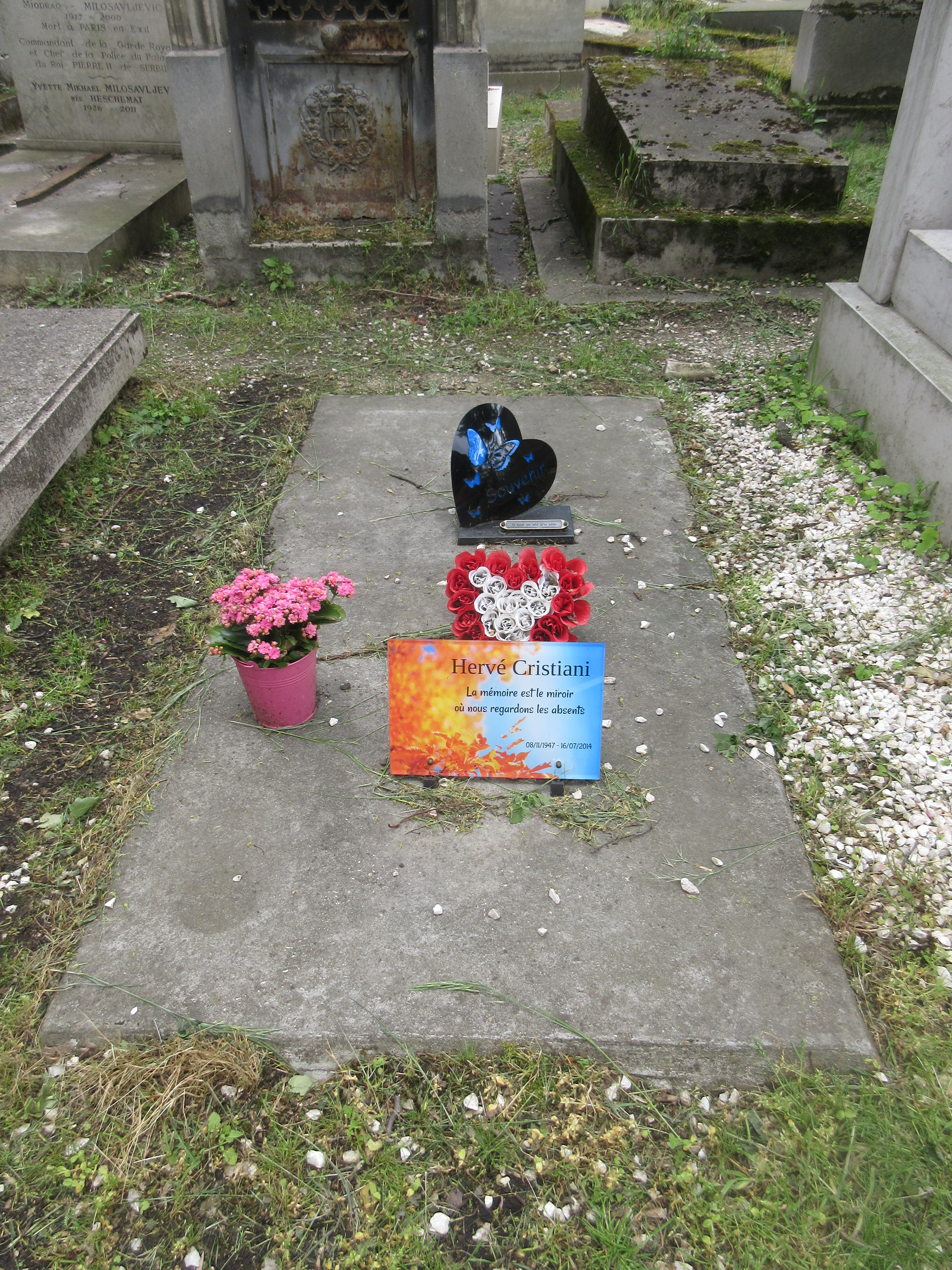
Tombe de Hervé Cristiani au cimetière du Père-Lachaise (division 16).

De 1994 à 2000, il diversifie sa production : réalisation de publicités, concerts, écriture de chansons qui seront publiées plus tard et sorties de diverses compilations.

### Années 2000
En 2001, il publie Bébé chante, un nouveau disque pour enfants où Hervé Cristiani  met cette fois en chanson les premiers gazouillis d'un bébé de huit mois.
En 2003, il publie un livre chez Balland, Il est libre Max, qui se donne pour défi d’expliciter la philosophie du personnage imaginaire qui l'a rendu célèbre. Reprenant les paroles de la chanson, il évoque ses goûts, retrace son propre parcours, se souvient de ses fans et lève le voile sur ses inspirations. L'ouvrage obtiendra le Prix de la Ville de Toulouse et sera réédité en 2007 par les Presses de la Renaissance. La même année, il publie également un mini-album concept « de remix et réinterprétations » uniquement disponible en téléchargement, Il est toujours libre Max, comprenant treize versions du Max originel allant du reggae au hard rock en passant par le rap, le jazz, le folk, la soul, etc.
En 2008, 17 ans après Antinoüs et 26 ans après Il est libre Max, Hervé Cristiani revient avec un nouvel album de 14 chansons :  Paix à nos os. Bien accueilli par la critique, il est rejoint sur cet album par ses amis de toujours : Souchon, Cabrel, Jonasz, Noah…

### Années 2010
Gros fumeur, il révèle en 2013 sur sa page Facebook qu'il est atteint d'un cancer de la gorge et qu'il a cessé la consommation de tabac depuis 2011. Il participe jusqu'en juin 2013 à la tournée Stars 80 et cesse ensuite de donner des concerts. Il meurt le 16 juillet 2014 des suites de ce cancer.
Ses obsèques ont lieu le 23 juillet 2014 en l'église Sainte-Cécile de Boulogne-Billancourt. Il est ensuite inhumé au cimetière du Père-Lachaise (16e division), face à la tombe de Jim Morrison, dans le 20e arrondissement de Paris.

## Discographie

### 45 tours
- 1972 : Quand j'ai peur d'aimer / Le palais du roi (45 tours AMI Records / Discodis, AMI 86 015)
- 1973 : La femme fleur / Si on pouvait (45 tours AMI Records / Discodis, AMI 86 048)
- 1975 : Y fait chaud / Ne nous séparez pas (45 tours Polydor 2056 342)
- 1976 : Gigot blues / La forêt de Montdidier (45 tours Polydor 2056 516)
- 1978 : Les pigeons / Baba au Rhum (45 tours WEA 17 228)
- 1980 : Rock'n roll star / J'peux pas m'en empêcher (45 tours WEA 17 549)
- 1981 : Attila le Hun ! / L'igloo (45 tours Challenge Production / RCA PB 8679)
- 1981 : Il est libre Max / Boogie boum (45 tours Challenge Production / RCA PB 8804)
- 1982 : Radio bonheur / Kate Bush (45 tours RCA PB 8947)
- 1982 : Salve Regina / Les futures légendes (45 tours Challenge Prod / RCA PB 61034)
- 1983 : Ma claque
- 1985 : Hey money / Boomerang (45 tours Challenge Prod. / Polydor 881 706-7) (aussi en version Maxi 45 tours 881 706)
- 1986 : Royal Albert Hôtel / Emmenez-moi (45 tours Vogue 102 143)
- 1987 : Le tango bleu / Ti amo (45 tours Apache / WEA 248 440-7)
- 2008 : Florentine

### Divers
- 1992 : Bamako (CDM Fnac Music Dance Division / WMD 665 035)
  - Bamako (nouvelle version)
  - Arrêtez le monde
  - Bamako (instrumental)
- 1996 : Les plus belles chansons françaises - 1966 (CD Atlas FRA CD 005)
  - Reprise de la chanson L'amour avec toi de Michel Polnareff
- 1998 : Les plus belles chansons françaises - 1967 (CD Atlas FRA CD 006)
  - Reprise de la chanson J'aime les filles de Jacques Dutronc

## Récompenses
- Grand prix SACEM du disque pour enfants pour La Multiplicato (1989)[17].
- Prix Vincent-Scotto pour la chanson Il est libre Max (2002)[17].
- Grand prix du livre de la ville de Toulouse pour le livre Il est libre Max (2003)[11].